# Canones Ecclesiastici

## A kánon összeállításának előzménye
A zsinat Gelejit bízta meg a már törvénykönyv megalkotásával, aki a hazai és külföldi, régebbi és újabb keletű egyházi törvényekből, „némely igen jeles és tudós teológus” munkáiból, valamint a Helvét Hitvallásból össze is állította azt. A kánonok az akkori szolgáló rendnek készültek, amelynek száma 7 volt: 1. lelkészek, 2. esperesek (seniores), 3. püspökök (superattendentes), 4. tanítók (rectores scholarum), 5. kántorok (cantores), 6. presbiterek (a testület még nincsen annak rendje és módja szerint megszervezve – mondja Geleji), 7. egyházfiak (aeditui).

## A kánonok
1. A lelkészek. Öt dolog szükséges a lelkésznek: 1. magas fokú vagy legalább erős középfokú műveltség, 2. igaz tan, 3. törvényes elhívás és küldetés („Vocatio et missio legitima”), 4. hűséges szolgálat, 5. makulátlan élet. E követelményeket külön-külön tárgyalja majdnem 50 oldalon át. (IV–LXXXV. kánonok).
  1. Alapos tudás nélkül: vak vezet világtalant. Az V. kánon szigorúan előírja a lelkészi vizsgát, amelyen szükséges megvizsgálni a jelölt tudományát és tanbeli tájékozottságát. Ha ezek nem kielégítők el kell tanácsolni. A lelkészek kötelesek beszerezni a Bibliát, a Liturgiát, teológiai kommentárokat (Ó- és Újtestamentumhoz egyaránt). Egy-két megintés után a lelkészi közösségnek kell oda hatnia, hogy az említett alapmunkákat beszerezzék.
  2. A lelkészek feladta gondoskodni a hívek lelki üdvéről. Ezért minden gyanús tanítást ki kell szűrnie a gyülekezetből, hiszen sok hamis próféta támadt, akik farkasok módjára rontanak a nyájra. Óvatosnak kell lennie akkor is, ha idegen személy akarna letelepedni gyülekezetében. Az ilyennek az esperes aláírásával kell jelentkeznie a lelkésznél. Kapcsolatot nem tarthat fenn olyan személyekkel, akik kétes tanítást vallanak. Az ilyeneket csak az esperes beleegyezésével provokálhatja disputációra. Ha mégis, tisztségétől megfoszttatik. Csak az egyház hitvallásainak megfelelő tanítást hirdethet. Ellenkező esetben állását elveszíti. Aki mást tanít vagy másféle liturgiát követ a szertartásban, mint a hivatalosat, tisztségétől megfosztható.
  3. Isten haragszik az olyan prófétára, aki a tőle kapott elhívás nélkül prófétál. Senki ne bitorolja tehát a lelkészi szolgálatot elhívás nélkül. Kettős elhívás szükséges ehhez: a.) belső (Istentől, Szentlélek által), b.) külső (a presbiterektől, vagyis azon elöljáróktól, akik az egyházban kegyesség és méltóság dolgában kiemelkednek). Akik e kettős elhívást megkapták, szolgálatba állhatnak, de csak miután az egész egyház felkészültségüket megvizsgálta és közös szavazat alapján döntött. Ezt ünnepélyes felszentelés, kézrátétel általi megerősítés követ. Mindezt a püspök pecsétes levele igazolja.

A XVII–XXV-ig terjedő kánonok a lelkészi szolgálat elfoglalásának etikáját és hivatalos eljárását, illetve a lelkész fizetésre tekintő rendelkezéseket tartalmazzák. XXVI-tól a lelkész szőlője és a lelkészi lakás körüli kötelességek következnek, majd a lelkészi állások megüresedése, leányegyházközségek anyásítása kérdésével foglalkoznak. 1/4. A lelkészi szolgálatok. Hét szolgálati kört ír körül: 1. a tanítás, 2. imádkozás és bibliaolvasás, 3. katekizáció, 4. ünnepi szolgálatok, 5. a sákramentumok kiszolgáltatása, 6. esketés, 7. családlátogatás és lelkigondozás (XXXIV–LXXVII. kánonok).
Így bontja le a lelkészi feladatkört, szolgálatot és illő viselkedést a mindennapok szintjéig, egészen a lelkész kegyes és tisztességes társalgása, a baráti társaság megválasztása, illetve a világi foglalkozásoktól való elfordulása kérdésköréig. A törvénykönyv megszületésének egyházpolitikai környezete magyarázza a LXXXV. kánon fontosságát, amely a lelkészek engedelmességével foglalkozik. A törvénykönyv e pontja elismeri ugyan, hogy a lelkészek mind egyenlők, de határozottan kimondja, hogy az egyház javát szolgáló dolgokban engedelmeskedniük kell az általuk választott esperesnek, illetve püspöknek. Kötelesek tehát: feletteseik kérésére a zsinaton megjelenni, bárhová elmenni, ha őket az egyház ügyében küldik, a gyűlésre hívó leveleket sértetlenül eljuttatni a szomszédos gyülekezetekbe stb. Ha a kötelező tiszteletet és engedelmességet nem adják meg feletteseiknek az esperesek először négy szem között, vagy a parciális zsinaton barátilag intsék meg. Ha ez nem használt, akkor a generális zsinat előtt kell keményebben megróni. A harmadik lépés már a lelkészi tisztség megvonása, ha az előbbi két megintés után is engedetlenek maradtak. „Mert bár az egyeduralmat és az antikrisztusi hierarchiát méltán kárhoztatjuk és megvetjük, de azt az anarchiát vagy küklopszi államformát sem tűrhetjük meg, amelyben senki nem hallgat senkire, és amely az egyeduralomnál is sokkal veszélyesebb. Az egyházi kormányzatban mi az arisztokratikus, vagy pontosabban az arisztokratikus-demokratikus formát fogadjuk el.”
A LXXXVI–LXXXIX. kánonok az esperes tisztségét határozzák meg. Az egyházmegyék lelkészi közösségéből a lelkészek olyan embert tartoznak megválasztani erre a tisztségre, aki képzettség, hit, tapasztalat, bölcsesség dolgában kiemelkedik közülük, és akinek a személyével kapcsolatban a püspöknek sincsen semmi kifogása (nec improbante Episcopo). Feladata irányítani és kormányozni saját egyházmegyéjét, és nem avatkozhat a szomszédos megyék egyházi kormányzásába. Jogköre korlátozott és nem teljes. Nem avatkozhat bele tirannus módjára a lelkészek munkájába, de éberen kell őrködnie, hogy egyházmegyéje területén mind a tanítás, mind a rítus, mind pedig a jurisdictio tekintetében rend legyen. Geleji az espereseknek két feladatkört ír körül: 1. az egyházközségek vizitációja, 2. parciális zsinatok összehívása. Az esperes két vagy három lelkésztársával évente egyszer tartozik meglátogatni az egyházközségeket. A vizitáció során a gyülekezeti tagok megkérdezésével kell ellenőriznie, hogy a helybeli lelkész tanítása megegyezik-e a hitvallásokkal, az előírt istentiszteleti alkalmakat elhanyagolta-e, a nyilvános bűnösöket megdorgálta-e, a sákramentumokat Krisztus rendelése szerint szolgáltatta-e ki, a házassági szándékukat bejelentő ifjakat kétszeri kihirdetés után eskette-e össze, betegeket látogatott-e, jelen volt-e a temetési menetben, ha erre felkérést kapott stb. Emellett kötelessége volt az iskolai munka ellenőrizése is, el egészen a tanító egyházi szolgálata számbavételéig. Az esperes másik kötelessége volt (speciale officium) összehívni az egyházmegyei (parciális) zsinatot, akár székhelyén, akár egy másik, arra alkalmas helyen. Ezt évente három alkalommal kell megrendezni: az elsőt Gergely-napja körül (circa festum Papistis Papae suo Gregorio sacrum), a másodikat a Generális zsinat előtti héten, a harmadikat pedig Szent Mihály napja előtt kell egybehívni. Ezek mellett soron kívül is hívható össze parciális zsinat, ha valamely halasztást nem szenvedhető ügy azt megkívánja.
A püspök kötelességeit és szolgálati körét a XC–XCIII. kánonok írják körül. „Az erdélyi fejedelemség egész területén, valamint a csatolt részeken lévő egyházmegyék, vagyis dioecesisek egybegyűlt lelkészei püspököt, vagyis superintendenst válasszanak, ha az előbbi meghalt vagy más egyházkerületbe távozott”. A püspök személyét illetően nagy körültekintéssel kell lenniük. Legyen a püspök testi és lelki ajándékokkal megáldott (animi et corporis dotibus exornatum), kegyes életű, tanult, bölcs és szorgalmas. Az apostolokhoz hasonlóan továbbá legyen feddhetetlen, igazságos, mérsékelt, csendes, vendégszerető, egyfeleségű, alkalmas a tanításra. Ne legyen büszke, beképzelt, borivó, gyűlölködésre hajló, rágalmazó, fényűző, pénzsóvár stb. Kötelessége az egyházkerületéhez tartozó egyházakról és iskolákról, azok javairól gondoskodni, azokat Isten Igéje és az egyházi törvények szerint teljes odaadásával köteles építeni. Tartozik felülvizsgálni a lelkészjelöltek felkészültségét, kegyes életét és szerény magaviseletét. Ha kevélyen vagy szenvedélytől fűtötten döntött valamely kérdésben, akkor az esperesek kollégiumának, közös egyetértéssel, először négy szemközt kell őt megintenie, ha pedig ez nem vezetett eredményre, a generális zsinat elé kell terjeszteni a panaszt, amely fórum őt majd rendreutasítja, vagy leteszi hivatalából.